# Werner Stumm

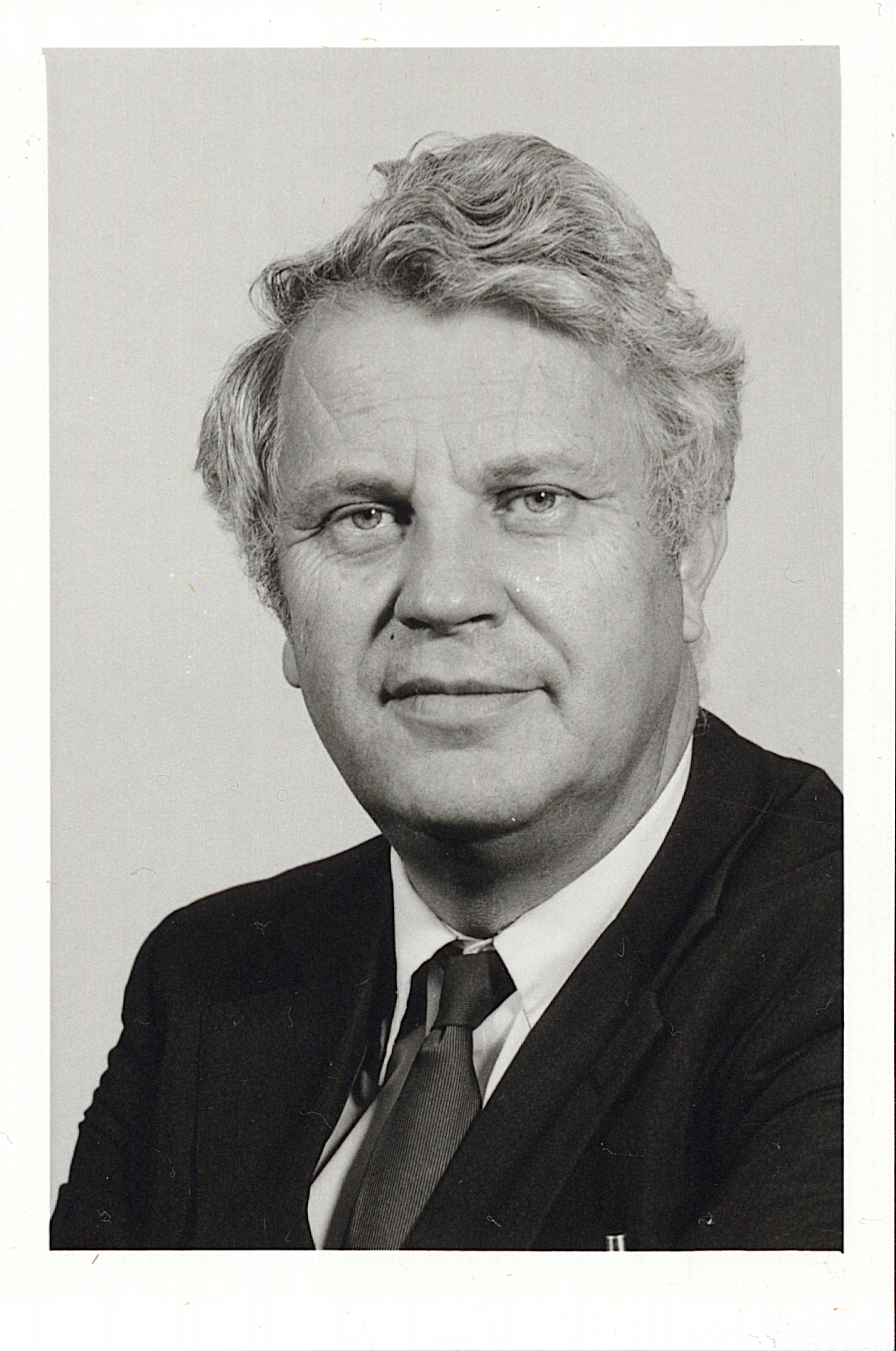
Werner Stumm

Werner Stumm, född 1924, död den 14 april 1999, var en schweizisk kemist. Efter att ha disputerat i oorganisk kemi vid universitetet i Zürich 1952 flyttade han till USA där han var verksam som professor vid Harvard University fram till 1969. Mellan 1970 och 1992 var han chef för det schweiziska vattenforskningsinstitutet EAWAG.
Werner Stumm verkade inom ett brett område inom geokemin. I sin tidiga karriär influerades han starkt av Lars Gunnar Silléns och Robert Garrels' idéer om hur vattnens kemiska sammansättning styrdes. Han utvecklade modeller där Silléns idéer om jämvikt förenades med förbättrade beskrivningar av kinetiskt begränsade reaktioner (dvs långsamma reaktioner som ej når jämvikt, till exempel vittring). Speciellt stora insatser gjorde han när det gäller kunskapen om hur gränsskiktet mellan minerals partikelytor och vattnet fungerar. I sina mer än 200 publicerade tidskriftsartiklar visade han bland annat att den hastighet med vilket ett mineral vittrar beror på förekomsten av laddningar på dess ytor, vilken i sin tur styrs av faktorer som till exempel pH och vattnets kemiska sammansättning.
Stumm är också känd för att ha publicerat ett standardverk om vattnets geokemi, Aquatic chemistry, tillsammans med James J. Morgan, och flera andra böcker om samspelet mellan minerals ytor och vattnets kemi.

## Priser och utmärkelser
- Albert Einstein World Award of Science (1985)
- Tyler Prize for Environmental Achievement (1986)
- Teknologie hedersdoktor vid Kungliga Tekniska högskolan (1987).[1]
- Stockholm Water Prize (1999)
- V.M. Goldschmidt Medal (1999)